# 何功楷
何功楷（1919年1月12日—1987年5月18日），曾用名何志远，男，湖北咸宁人，中华人民共和国政治人物、外交官。

## 生平
1919年生于湖北省汉口黄陂街，原籍湖北省咸宁桂花镇柏墩村中田畈。早年就读于湖北省立高级中学。1936年参加一二·九运动，1938年2月加入中国共产党，历任湖北省立高中党支部书记、咸宁县委书记、鄂西特委工委委员兼青年部长等职。1940年退至重庆，以新华社记者身份，负责中共中央南方局与鄂西特委的联络工作。1941年夏，投考云南大理华中大学, 1942年转入国立西南联合大学外文系, 1943年5月担任党支部委员。1945年毕业后仍留校担任西南联大党组织与中共云南省工委的联系工作。1945年底参与组织一二·一运动，1947年被捕, 经中共党组织营救获释，撤离昆明，在香港、上海、武汉等地工作。
1949年7月开始从事外交工作。历任武汉市军事管制委员会外事处秘书室主任，中南军政委员会外事处秘书室主任、副处长、处长。1955年调入外交部工作。1956年8月后，历任外交部西亚非洲司副司长，驻阿拉伯联合酋长国大使馆临时代办、参赞，西亚非洲司副司长，非洲司司长等职。1980年，接替刘春，担任中华人民共和国驻坦桑尼亚大使，兼驻科摩罗和塞舌尔。1985年，由刘庆有接任。
1985年离休后，先后担任中非友协副会长、联合国中国协会理事、中国人民外交学会理事等职。1987年5月18日在北京病逝。